# Grand Isle
Ґранд-Айл (англ. Grand Isle) — підприємство в США з видобутку сірки в шт. Луїзіана біля міста Гранд-Айл.

## Історія
Побудоване в 1958—1960 на базі відкритого при пошуках нафти в 1949 родовища Гранд-Айл.

## Характеристика
Розташоване у за 11 км від берега Мексиканської затоки. Гранд-Айл — перше у світі підприємство з видобутку сірки, побудоване в акваторії. Включає 3 морські платформи (конструкція цих морських платформ аналогічна нафтодобувним).
Родовище. епігенетичного типу, приурочене до вапняків. Глибина залягання сірконосної товщі 540—750 м, її потужність 67-128 м. Сірка у вигляді зернистої маси і кристалічних агрегатів заповнює тріщини і пустоти у вапняках. Запаси сірки 30-40 млн т.

## Технологія розробки
Видобуток здійснюється підземною виплавкою. Платформи встановлені на стальних палях на висоті 18-22 м над рів. моря (глибина моря 30 м) і сполучені між собою мостами.
Видобута рідка сірка трубопроводом (довжина 10 км) поступає в берегові сховища або безпосередньо в танкери.
Річний видобуток — близько 1,5 млн т.